# تومی یالو
تومی یالو (فنلاندی: Tomi Jalo; ۲۲ اکتبر ۱۹۵۸ – ۱۴ ژانویهٔ ۲۰۰۹) بازیکن فوتبال اهل فنلاند بود.
از باشگاه‌هایی که در آن بازی کرده‌است می‌توان به باشگاه فوتبال تورون پالوسئورا اشاره کرد.
وی همچنین در تیم ملی فوتبال فنلاند بازی کرده‌است.